# 요제피네 프로이스
요제피네 프로이스(Josefine Preuß, 1986년 1월 13일 ~ )는 독일의 배우이다.